# Leonardo Sonaglia
Leonardo Sonaglia, (nacido el 25 de abril de 1959 en Fabriano, Italia) es un exjugador italiano de baloncesto. 

## Trayectoria
- Fabriano Basket (1979-1982)
- Libertas Forli (1982-1986)
- Victoria Libertas Pesaro (1986-1987)
- Pallacanestro Florencia (1987-1990)
- Pallacanestro Livorno (1990-1991)
- Libertas Livorno (1991-1992)
- Libertas Udine (1993-1995)